# Diogo Jota
Diogo José Teixeira da Silva (født 4. december 1996, død 3. juli 2025) bedre kendt som Diogo Jota, var en portugisisk professionel fodboldspiller, som spillede for Premier League-klubben Liverpool og Portugals landshold.

## Klubkarriere
Han begyndte sin karriere med Paços de Ferreira, inden han i 2016 skiftede til Atlético Madrid i La Liga. Efter to sæsoner i Primeira Liga blev han udlånt til Primeira Liga-klubben FC Porto i 2016 og den engelske EFL Championship-klub Wolverhampton Wanderers i 2017. Efter at have hjulpet dem med at rykke op til Premier League, skiftede han til klubben i 2018 for en rapporteret transfersum på €14 millioner og nåede at spille 131 kampe for dem og score 44 mål. I 2020 skiftede han til Liverpool for en rapporteret overførselssum på £41 millioner.

## Landsholdskarriere
Jota spillede for de portugisiske U19-, U21- og U23-ungdomslandshold. Han var en del af truppen til UEFA Nations League-finalerne i 2019, som Portugal vandt på hjemmebane, og fik sin debut på det portugisiske landshold i november 2019 og spillede også ved UEFA Euro 2020.
I marts 2019 blev Jota for første gang udtaget til det portugisiske landshold før de første UEFA Euro 2020-kvalifikationskampe mod Ukraine og Serbien. Selvom han endnu ikke havde spillet en landskamp, var han en del af holdet, der vandt 2019 UEFA Nations League finalen på hjemmebane i juni, men han kom ikke på banen. Den 14. november debuterede han som indskifter i det 84. minut for Cristiano Ronaldo i en 6-0-sejr mod Litauen i en UEFA Euro 2020-kvalifikationskamp. Han scorede sit første landskampmål den 5. september 2020 i en 4-1 hjemmesejr over Kroatien i UEFA Nations League.
Jota blev udtaget til Portugals endelige trup til den udskudte UEFA Euro 2020-turnering og scorede i Portugals 4-2 nederlag til Tyskland i gruppespillet. Han spillede hele kampen i knockout-fasen mod Belgien.
Han kunne ikke deltage ved 2022 FIFA World Cup på grund af en lægskade, som han pådrog sig under en ligakamp med Liverpool mod Manchester City den 16. oktober 2022. 

## Privatliv
Jota var en ivrig gamer og var pr. 6. februar 2021 rangeret som verdens nummer et i FIFA 21's Champions Leaderboard. Han havde sit eget eSports hold kendt som "Diogo Jota eSports" og streamede regelmæssigt på Twitch.Under lockdown i løbet af COVID-19 pandemien deltog han i en invitational serie af FIFA-kampe, arrangeret af Premier League, og vandt til sidst finalen mod sin fremtidige holdkammerat Trent Alexander-Arnold.
Jota og hans hustru Rute Cardoso fik i 2021 en søn. I 2025 har de så tre børn og bliver gift. 11 dage efter går Jota bort i en trafikulykke.

## Død
Diogo Jota omkom ved en trafikulykke kort efter midnat den 3. juli 2025 sammen med sin bror André Silva (en), der også var professionel fodboldspiller.